# Erik Hoftun
Erik Hoftun (Kyrksæterøra, 1969. március 3. –) norvég labdarúgóhátvéd.

## Pályafutása

### Klubcsapatokban
1998 és 1991 között a KIL/Hemne, 1992–93-ban a Molde, 1994 és 2005 között a Rosenborg, 2005 és 2007 között a Bodø/Glimt labdarúgója volt. A Rosenborg csapatával 11 norvég bajnoki címet és három kupa győzelmet ért el.

### A válogatottban
1997 és 2002 között 30 alkalommal szerepelt a norvég válogatottban. Tagja volt az 1998-as franciaországi világbajnokságon részt vevő csapatnak.

## Sikerei, díjai
Rosenborg
- Norvég bajnokság
  - bajnok (11): 1994, 1995, 1996, 1997, 1998, 1999, 2000, 2001, 2002, 2003, 2004
- Norvég kupa
  - győztes (3): 1995, 1999, 2003